# Stefka Jordanova
Stefka Jordanova (in bulgaro Стефка Йорданова?; 9 gennaio 1947 – 16 gennaio 2011) è stata una mezzofondista bulgara.

## Palmarès

### Europei indoor
- 2 medaglie:
  - 1 oro (Rotterdam 1973 negli 800 m piani)
  - 1 bronzo (Sofia 1971 nella staffetta 4x400 m)